# Thoe (geslacht)
Thoe is een geslacht van kreeftachtigen uit de klasse van de Malacostraca (hogere kreeftachtigen).

## Soorten
- Thoe aspera Rathbun, 1901
- Thoe erosa Bell, 1835
- Thoe puella Stimpson, 1860